# Pilea elliptica
Pilea elliptica är en nässelväxtart som beskrevs av Joseph Dalton Hooker. Pilea elliptica ingår i släktet pileor, och familjen nässelväxter. Inga underarter finns listade i Catalogue of Life.